# Rüninger Turm
| \| \|                                                                         |
| Der Rüninger Turm. Der Verlauf der Braunschweiger Landwehr ist blau markiert. |
| Rüninger Turm · Karte Braunschweigs mit dem Verlauf der Landwehr.             |

Der Rüninger Turm im Jahr 1846

Der Rüninger Turm war einer von sieben Wehrtürmen der Braunschweiger Landwehr, der mittelalterlichen, äußeren Befestigung der Stadt Braunschweig. Er befand sich südlich der einstigen Stadtgrenzen, im heutigen Stadtbezirk Rüningen.

## Geschichte

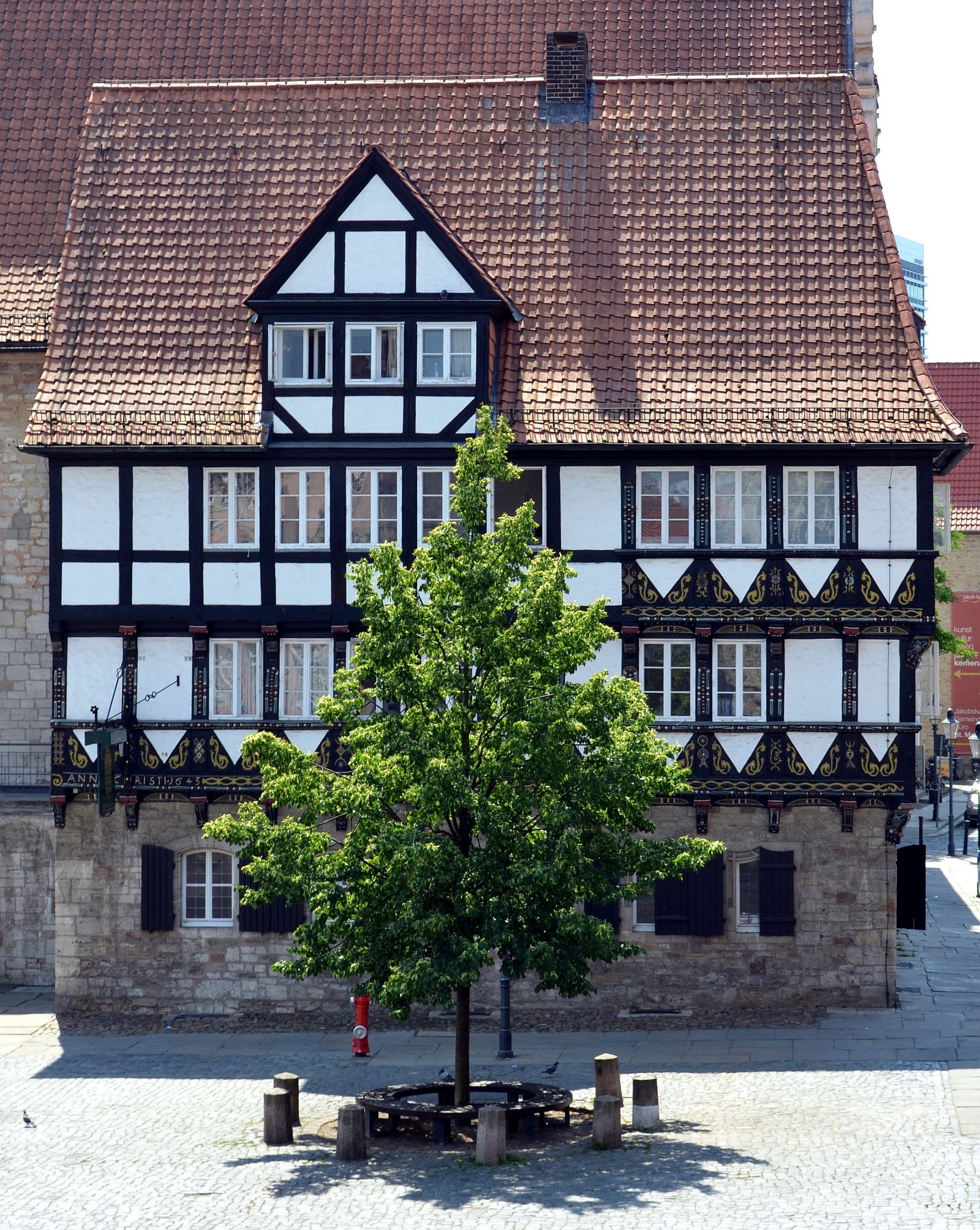
Das Rüninger Zollhaus an seinem heutigen Standort, dem Braunschweiger Altstadtmarkt.

Nachdem der Rat der Stadt im Jahr 1376 beschlossen hatte, mit der Landwehr einen äußeren Verteidigungswall im Braunschweiger Umland zu errichten, weit vor den eigentlichen Stadtbefestigungsanlagen, wurde um 1385 ein Bergfried erbaut. Der Turm, im Jahr 1400 erstmals erwähnt, lag etwa vier Kilometer südlich vor den Toren der Stadt.
Der Turm sollte die wichtige Handelsstraße zwischen den Städten Braunschweig und Frankfurt am Main sichern.
Sein Standort, die heutige Thiedestraße (Bundesstraße 248) in Rüningen, trug noch bis ins 20. Jahrhundert den Namen Frankfurter Straße. Erst 1974, im Zuge der Gebietsreform in Niedersachsen, wurde der bei Rüningen verlaufende Teil der Frankfurter Straße in Thiedestraße umbenannt.
Während der häufigen Auseinandersetzungen zwischen der Stadt Braunschweig und den Herzögen des Fürstentums Braunschweig-Wolfenbüttel, wurde der Bergfried mehrmals zerstört. So ließ ihn im Jahr 1492 der Rat der Stadt niederbrennen, um den Turm, während eines Konfliktes mit Heinrich dem Älteren (1463–1514), nicht in die Hände der herzoglichen Truppen zu geben.
Im 17. Jahrhundert erhielt der Rüninger Turm das Krugrecht zur gewerblichen Bewirtung von Gästen. Dazu wurde im Jahr 1643 ein Zollhaus errichtet, wo von den Reisenden Chausseegeld erhoben werden konnte, eine Art Maut.
Im 18. Jahrhundert verloren die Landwehr und ihre Türme ihre militärische Bedeutung. Der Turm wurde 1724 geschleift. Das Zollhaus, ein Fachwerkbau im Stil der Renaissance, blieb als wichtige Zollstation erhalten.

### Das Zollhaus
Im Verlauf des 19. Jahrhunderts verlor auch das Zollhaus seine Bedeutung und der einst prächtige Renaissancebau verfiel. In der ersten Hälfte des 20. Jahrhunderts war das Gebäude immer baufälliger geworden und stellte zudem ein Hindernis für den sich entwickelnden modernen Straßenverkehr dar.
Nachdem die Braunschweiger Innenstadt während des Zweiten Weltkrieges durch alliierte Bombenangriffe großflächig zerstört wurde, entstand Ende der 1940er Jahre der Wunsch, an die Stelle der zerstörten Krambuden am Altstadtmarkt, die sich seit 1470 an der Nordseite des Gewandhauses befanden, erneut ein Fachwerkhaus zu errichten. Das Zollhaus wurde daraufhin abgetragen, die reich verzierten Bauelemente restauriert und für den Neubau des Fachwerkhauses an der Nordwand des Gewandhauses am Altstadtmarkt wiederverwendet.